# Squamidium leucotrichum
Squamidium leucotrichum är en bladmossart som beskrevs av Brotherus 1906. Squamidium leucotrichum ingår i släktet Squamidium och familjen Meteoriaceae. Inga underarter finns listade i Catalogue of Life.